# Vigor Lamezia Calcio 2008-2009
Questa voce raccoglie le informazioni riguardanti la Vigor Lamezia Calcio nelle competizioni ufficiali della stagione 2008-2009.